# Базаново
База́ново (рос. Базаново) — село у складі Александрово-Заводського району Забайкальського краю, Росія. Входить до складу Ново-Акатуйського сільського поселення.

## Населення
Населення — 82 особи (2010; 111 у 2002).
Національний склад (станом на 2002 рік):
- росіяни — 96 %